# Wang Jian (poète)
Wang Jian (v. 766-v. 831) (chinois : 王建 ; chinois traditionnel : 王建 ; pinyin : Wáng Jiàn ; Wade : Wang Chien) est un fonctionnaire et un poète chinois de la dynastie Tang, avec le nom de courtoisie Zhongchu (仲初). Originaire de Yingchuan (actuelle Xuchang, Henan), il vient d’une famille pauvre. Il réussit l’examen impérial et sert brièvement dans l’armée. Puis, il entre dans la fonction publique où il occupe diverses fonctions dont vice-magistrat de Zhaoying et de vice-directeur du département des cérémonies. Puis, il est promu au poste de gouverneur militaire de Shanzhou où il est surnommé "Wang Sima" (gouverneur militaire Wang). Wang Jian meurt à l’âge de 66 ans.

## Biographie
Wang Jian naît vers 766 à Yingchuan (actuelle Xuchang, Henan). Sa famille est de faible statut social, et dès son jeune âge, il quitte sa maison pour vivre dans la campagne de la préfecture de Wei (渭州). En 775, il réussit l’examen impérial (doctorat) pour devenir jinshi.[2]. Il fait la rencontre du poète Zhang Ji et ils étudient ensemble sous la direction d’un maître, tout en commençant à écrire des poèmes de type yuefu,. Ils restent amis proches toute leur vie.
En 797, Wang Jian rejoint l’armée, se rendant du nord au district de Youzhou, puis au sud jusqu’à Jingzhou, où il écrit plusieurs poèmes sur la guerre frontalière et la vie militaire (aussi appelé poésie de frontière),. En 810, « après avoir servi dans l’armée pendant treize ans », il quitte l’armée et s’installe dans la campagne de Xianyang, menant une vie difficile comme il l’exprime dans le poème Une maison entourée de nouveaux ormes et saules :
 Trois ans plus tard, Wang Jian occupe son premier poste de fonctionnaire en tant que vice-magistrat de Zhaoying. En 820, il est nommé secrétaire impérial. L’année suivante, il est promu au poste de vice-directeur au Bureau du Trésor impérial (太府寺丞) avant de retourner au poste de secrétaire impérial.
À Chang'an, il entretient des relations avec des personnalités connues telles que Zhang Ji, Han Yu, Bai Juyi, Liu Yuxi. En 826, il est transféré au poste de vice-directeur au département des rites impériaux [3]. En 829, il est nommé gouverneur militaire de Shanzhou et fut surnommé "Wang Sima" (gouverneur militaire Wang). +baike
Deux ans plus tard, il est nommé gouverneur de Guangzhou où il fréquente le poète Jia Dao. Après cela, ses actions ne sont plus documentées.
Dans ses dernières années, il s’installe à Xianyang Yuan.
Il est l’auteur du Recueil de Wang Sima (王司馬集) et un de ses poèmes est inclus dans la célèbre anthologie Trois cent poèmes des Tang (唐诗三百首).

## Poésie

### Style poétique
Wang Jian est un maître du genre des poèmes yuefu. Ses poèmes parlent de sujets variés: paysans, des femmes qui filent et tissent, des hommes de la mer, etc. Il utilise un langage simple et précis, et il est habile à utiliser des techniques telles que la métaphore, la description simple, le contraste et l’allusion pour exprimer et refléter la réalité.

### Œuvres
- Recueil de Wang Sima (王司马集)
- Poèmes de la cour impériale (宫词) : ce recueil compte cent poèmes, consacrés à la vie dans le palais impérial et constitue une source importante pour l’étude de la vie à la cour sous la dynastie Tang.
- Dans l'anthologie Poésie complète de la dynastie Tang (全唐诗), ses poèmes sont conservés en six volumes [4], du volume 297 à volume 302 inclusivement.

### Poèmes

#### Les hommes de la mer(海人谣)
| Chinois 海人无家海里住， 采珠役象为岁赋。 恶波横天山塞路， 未央宫中常满库。 | Traduction libre Les gens de la mer n'ont pas de maison, ils habitent la mer, Ils ramassent des perles et utilisent les éléphants pour payer le tribut annuel. Les vagues furieuses s'élèvent jusqu'au ciel, les montagnes bloquent les routes, Mais, dans le palais impérial, les réserves sont toujours remplies. |